# Sołłohubowie herbu Prawdzic

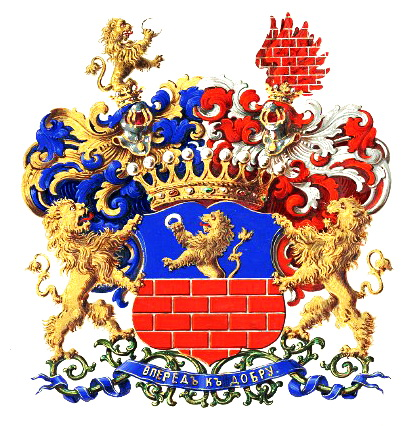
Herb hrabiowski Sołłohubów

Sołłohubowie (także Sołłogub, Dowojna-Sołłohub) – polski ród magnacki herbu Prawdzic, pochodzenia litewskiego.

## Pochodzenie i historia rodziny
Ród pochodzi z Wielkiego Księstwa Litewskiego, wcześniej był szerzej znany jako Dowojna-Sołłohub ze względu na pochodzenie od możnego rodu Dowojnów, który swe początki wywodzi od legendarnego księcia Juliana Ursynusa przybyłego wraz z Palemonem na Litwę. W następnych wiekach w oficjalnej tytulaturze Sołłohubów występowała fraza „z Ursyna” odnosząca się do wymienionego antenata.
Jeden z Sołłohubów przyjął na siebie i sukcesorów herb Prawdzic podczas sejmu horodelskiego w 1413 roku.
Jerzy (Jurij) Sołłohub, wojewoda smoleński, który bronił tego miasta przeciw Moskwie podczas oblężenia smoleńska w 1503 roku skutecznie odpierając wrogie wojska. Przed wielkim księciem Wasylem III, został zmuszony do poddania twierdzy w 1514 roku i otrzymał możliwość decydowania o swych dalszych losach. Postanowił wrócić do I Rzeczypospolitej, zdaje się to świadczyć, że nie był czynnym uczestnikiem spisku zmierzającego do poddania miasta i nie czuł się winny zdrady. Ze związku z księżną Ludomiłą ze Świrskich, pozostawił trzech synów.
Jan Michał Sołłohub, doszedł godności podkomorzego gostyńskiego, podskarbiego wielkiego litewskiego, a następnie wojewody brzeskiego. Koneksje wyprowadziły ród Jana Michała do najbardziej wpływowych w Rzeczypospolitej, był jednym z najbogatszych magnatów swego czasu.

## Linia Hrabiowska

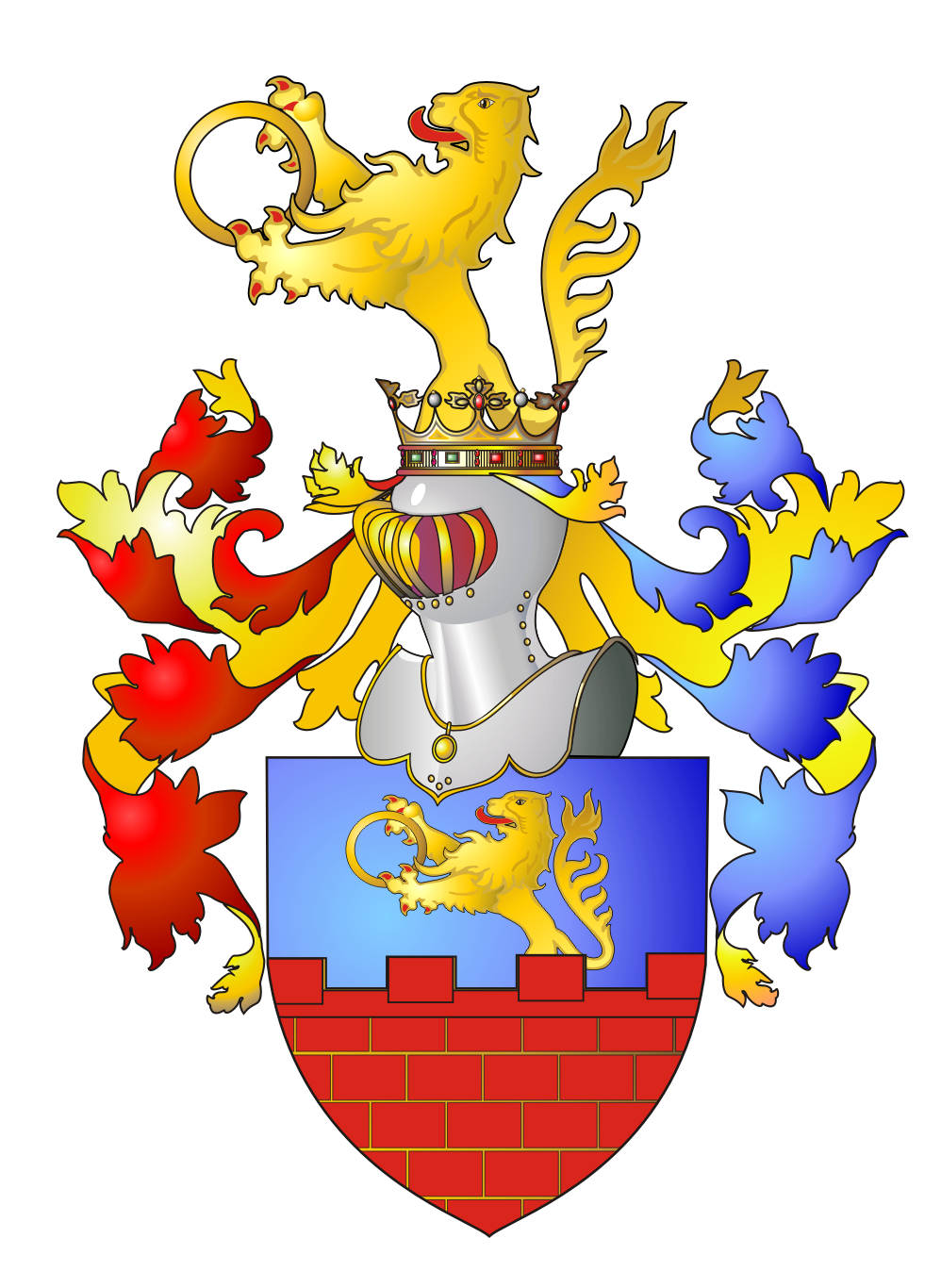
Herb Prawdzic

Jan Michał Sołłohub ze względu na posiadane wielkie latyfundium ziemskie był uważany za hrabiego, prawo do tytułu hrabiowskiego zostało im potwierdzone po linii Jana Michała Sołłohuba (1747–1812), która wymarła na terenach Polski w XIX wieku. 
W dekrecie cesarza Aleksandra II, przekazanym Senatowi Rządzącemu (27 lutego 1861 r.), napisano: „Protekcjonalny, na najbardziej uległą prośbę generała dywizji Lwa, faktycznego radcy stanu w randze szambelana Sądu Najwyższego, kapitana Mikołaja I, wdowa po radnym dworu Lwie Sołłogubowie, wraz z jego młodym synem Fiodorem, dozwolone jest, aby wszystkie wymienione osoby i ich potomkowie nazywali się hrabiami w Rosji, bez przedstawiania dokumentów potwierdzających ten tytuł, zagubionych przez ich przodków podczas niefortunnych zamieszek, które wydarzyło się w Polsce i na Litwie.” Statut godności hrabiowskiej Iwanowi Antonowiczowi Sołłogubowi podpisano 8 lipca 1867 r., a herb zatwierdzono 5 listopada 1866 r..

## Znani przedstawiciele
- Jerzy (Jurij) Sołłohub – wojewoda smoleński
- Jan Michał Sołłohub (zm. 1748) – podskarbi wielki litewski, wojewoda brzeskolitewski, łowczy wielki litewski, podkomorzy gostyniński
- Józef Antoni Sołłohub – wojewoda witebski
- Jan Michał Sołłohub (1747–1812) – generał w służbie rosyjskiej, generał adiutant króla Stanisław Augusta i starosta sannicki
- Antoni Sołłohub – generał artylerii litewskiej, pułkownik Jego Królewskiej Mości
- Józefa Sołłohubówna – hrabianka iwieniecka
- Władimir Sołłogub – rosyjski hrabia, pisarz
- Stanisław Dowoyno-Sołłohub – generał brygady Wojska Polskiego

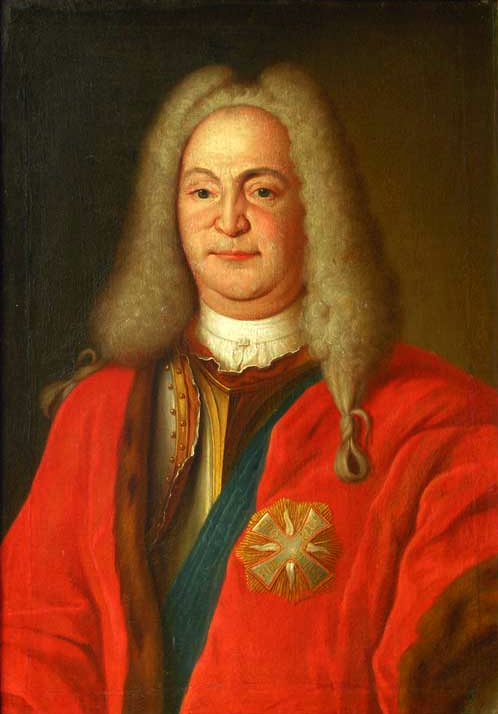
Jan Michał Sołłohub (zm. 1748)
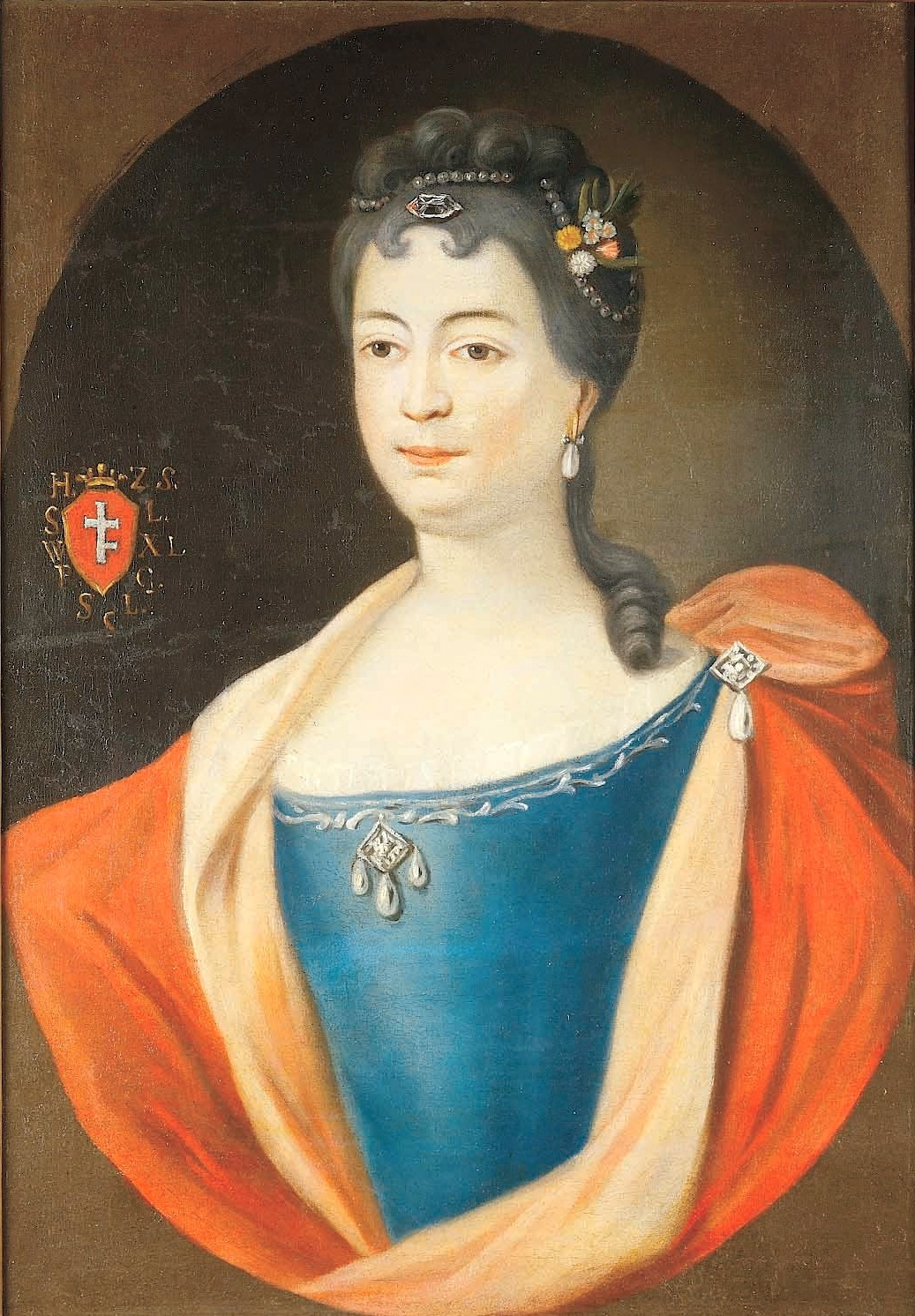
Helena Sołłohub z Szamowskich
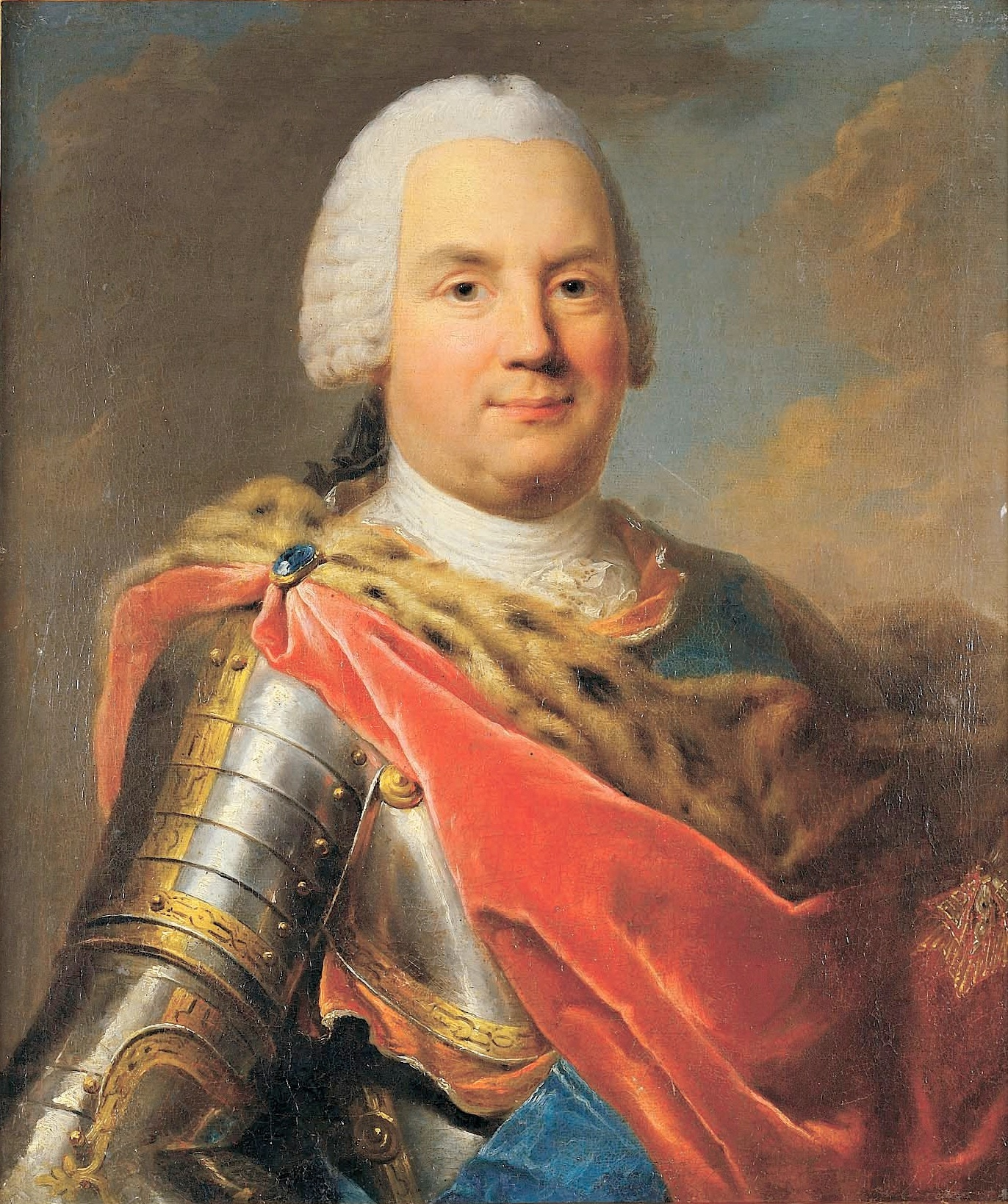
Józef Antoni Sołłohub
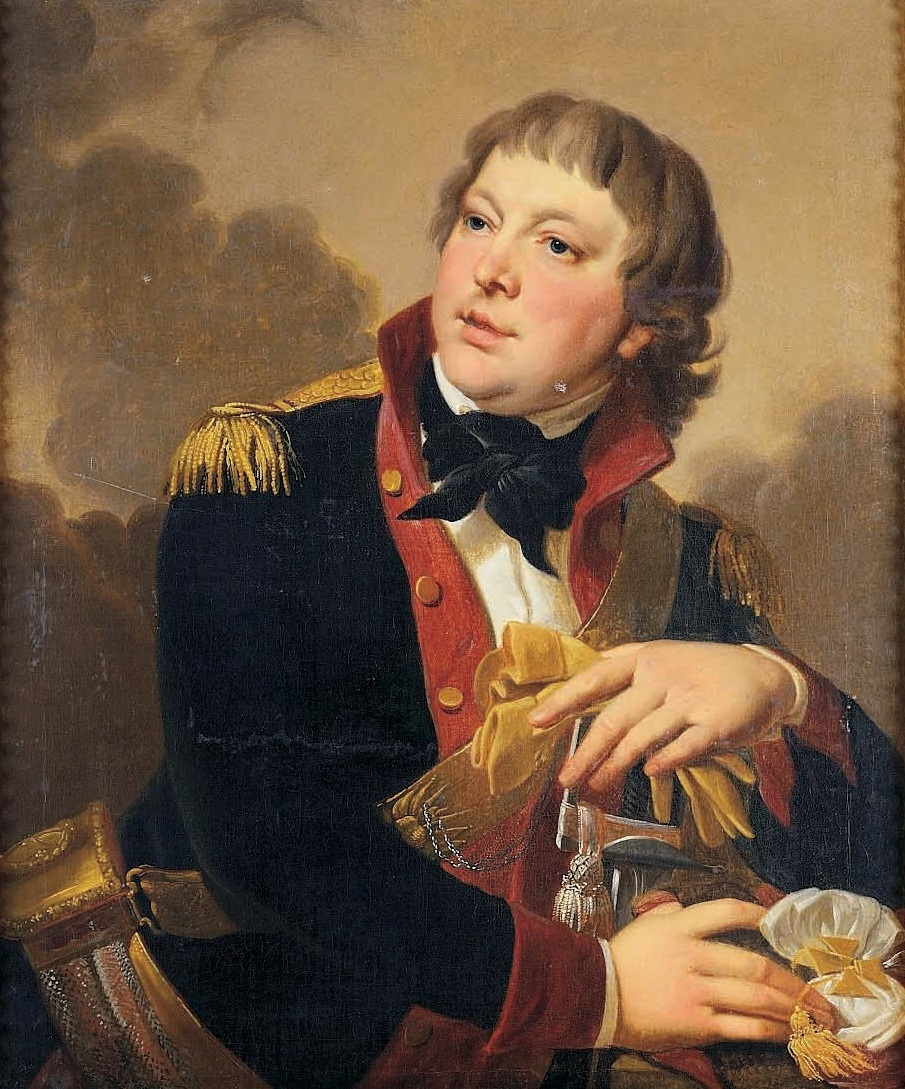
Jan Michał Sołłohub (1747–1812)
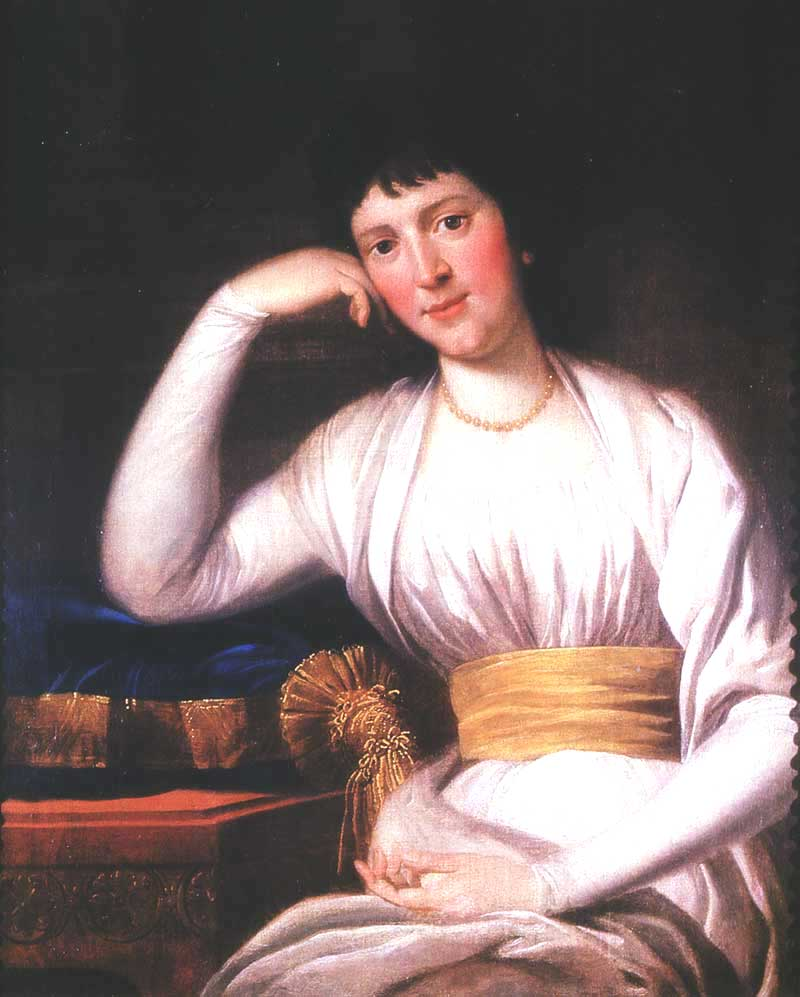
Józefa Sołłohubówna
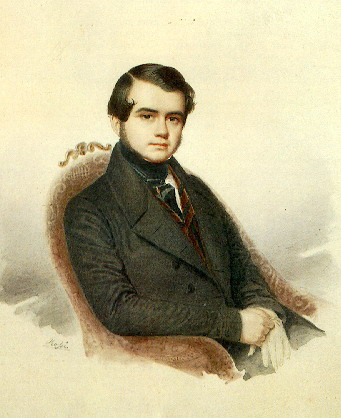
Władimir Sołłogub
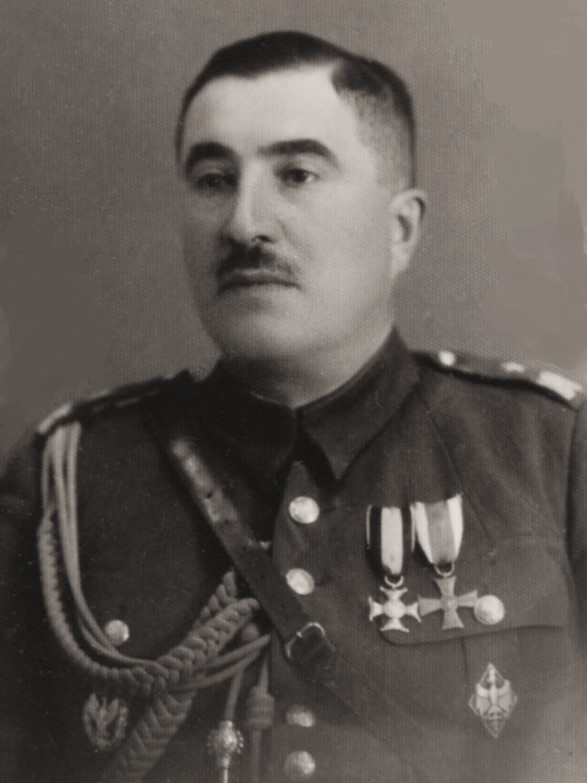
Stanisław Dowoyno-Sołłohub